# Griesbach (Gemeinde Haugschlag)
Griesbach ist eine Ortschaft und eine Katastralgemeinde der Gemeinde Haugschlag im Bezirk Gmünd in Niederösterreich mit 93 Einwohnern (Stand 1. Jänner 2024).

## Geografie
Das Dorf befindet sich östlich von Haugschlag nahe der Staatsgrenze zu Tschechien, wird vom Kastenitzerbach durchflossen und ist über die Landesstraße L8183 erreichbar. Zur Ortschaft Griesbach gehört auch die Griesbach-Gramett-Siedlung, welche sich östlich von Griesbach an der Waidhofener Straße befindet. Am 1. April 2020 umfasste die Ortschaft 64 Adressen.

## Geschichte
Griesbach zählte über viele Jahrhunderte zur Herrschaft Litschau. und wurde danach  zur selbständigen Ortsgemeinde. Im Jahr 1822 wurde der Ort als Dorf mit 19 Häusern genannt, das nach Haugschlag eingepfarrt war, wohin auch die Kinder eingeschult wurden. Die Herrschaft Litschau besaß die Ortsobrigkeit, übte die Landgerichtsbarkeit aus, besorgte die Konskription und hatte die Grundherrschaft inne.
Schweickhardt beschrieb die Erträgnisse der Bauern als mittelmäßig, weil die Böden bei Regengüssen der Erosion unterliegen. Von gewisser Bedeutung war die Viehzucht, der Viehhandel und im Ort wurde auch die Baumwollweberei betrieben, wofür auch eine Tuchwalke bereitstand. Laut Adressbuch von Österreich waren im Jahr 1938 in der Ortsgemeinde zwei Gastwirte, ein Gemischtwarenhändler, eine Rinderzuchtgenossenschaft und mehrere Landwirte ansässig. Im Rahmen der Niederösterreichischen Kommunalstrukturverbesserung trat die damalige Ortsgemeinde Griesbach per 1. Jänner 1972 der Gemeinde Haugschlag bei.

## Siedlungsentwicklung
1590/91 zählte Griesbach 12 untertänige Häuser; 1751 zählte der Ort ebenfalls 12 untertänige Häuser.
Zum Jahreswechsel 1979/1980 befanden sich in der Katastralgemeinde Griesbach insgesamt 35 Bauflächen mit 19.975 m² und 20 Gärten auf 34.433 m², auch 1989/1990 waren es 35 Bauflächen. 1999/2000 war die Zahl der Bauflächen auf 166 angewachsen und 2009/2010 waren es 99 Gebäude auf 170 Bauflächen.

## Landwirtschaft
Die Katastralgemeinde ist landwirtschaftlich geprägt. 143 Hektar wurden zum Jahreswechsel 1979/1980 landwirtschaftlich genutzt und 150 Hektar waren forstwirtschaftlich geführte Waldflächen. 1999/2000 wurde auf 114 Hektar Landwirtschaft betrieben und 173 Hektar waren als forstwirtschaftlich genutzte Flächen ausgewiesen. Ende 2018 waren 87 Hektar als landwirtschaftliche Flächen genutzt und Forstwirtschaft wurde auf 18.638 Hektar betrieben. Die durchschnittliche Bodenklimazahl von Griesbach beträgt 16,8 (Stand 2010).